# Ion Ababii
Ion Ababii (n. 11 februarie 1944, Ochiul Alb, raionul Drochia, RSS Moldovenească, URSS) este un medic specialist în domeniul otorinolaringologiei, care a fost ales ca membru corespondent (1993) și apoi ca membru titular (2000) al Academiei de Științe a Moldovei. Din anul 1994 pînă în 2019 a fost rector al Universității de Stat de Medicină și Farmacie „Nicolae Testemițanu” din Chișinău. A îndeplinit funcția de Ministru al Sănătății al Republicii Moldova (2005-2008).

## Biografie
Ion Ababii s-a născut la data de 11 februarie 1944, în satul Ochiul Alb din județul interbelic Bălți (azi în raionul Drochia), localitate în care se născuse cu 17 ani înainte viitorul academician Nicolae Testemițanu. A absolvit Facultatea de Medicină Generală din cadrul Institutului de Stat de Medicină din Chișinău.
După absolvirea facultății, a lucrat o perioadă (1966-1969) ca medic terapeut și ulterior medic otorinolaringolog (ORL) la Spitalul raional Strășeni. Se înscrie apoi la cursurile de doctorat în medicină, specialitatea Otorinolaringologie la Institutul de Cercetări Științifice din Moscova, obținând în anul 1972 titlul academic de doctor. Va urma ulterior cursuri postdoctorale la același institut cu susținerea tezelor de doctor și respectiv – doctor habilitat în medicină (1983-1985).
Activează apoi în cadrul Institutului de Stat de Medicină din Chișinău în calitate de conferențiar la Catedra de Otorinolaringologie, prorector în probleme de medicină clinică și șef al Catedrei de Otorinolaringologie. În anul 1989 obține titlul științifico-didactic de profesor universitar. Începând din anul 1994 îndeplinește funcția de rector al Universității de Stat de Medicină și Farmacie „Nicolae Testemițanu” din Chișinău.
Ca o recunoaștere a activității științifice desfășurate, Ion Ababii a fost ales în Academia de Științe a Republicii Moldova, mai întâi ca membru corespondent (1993) și apoi ca membru titular (2000). De asemenea, a fost ales ca membru de onoare al Academiei de Științe din Polonia și Finlanda, membru de onoare al Academiei de Otorinolaringologie din SUA, Academiei de Otorinolaringologie a Flotei Marine din Federația Rusă, Societății Rinologilor din Federația Rusă. Este autor a 367 lucrări științifice publicate, inclusiv 5 monografii, 4 manuale, 30 îndrumări metodice și 17 brevete de invenție. A pregătit 8 doctori și 1 doctor habilitat în științe medicale.
În afară de activitatea didactico-științifică, acad. prof. dr. Ion Ababii a îndeplinit și o serie de funcții cu caracter administrativ: președinte al Societății Științifico-practice a Otorinolaringologilor din Republica Moldova; specialist principal al Ministerului Sănătății și Protecției Sociale al Republicii Moldova; membru al Comisiei Superioare de Atestare a Republicii Moldova; membru al Consiliului științific specializat pentru susținerea tezelor de doctorat; președinte al Senatului, Consiliului științific, Biroului Senatului și Consiliului de Administrație al Universității de Stat de Medicină și Farmacie „Nicolae Testemițanu” din Chișinău.
În baza votului de încredere acordat de Parlament, prin Decretul președintelui Republicii Moldova din 8 noiembrie 2005, a fost numit în funcția de ministru al Sănătății și Protecției Sociale. A fost eliberat din funcția de ministru la data de 31 martie 2008, odată cu formarea unui nou guvern condus de Zinaida Greceanîi.

## Distincții
Ca o recunoaștere a meritelor sale deosebite în activitatea de cercetare în domeniul otolaringologiei, profesorul Ion Ababii a primit următoarele distrincții:
- titlul de Om Emerit
- Ordinul „Дружба народов” (1981)
- Medalia de Aur Albert Schweitzer (1997)
- Marea Medalie de Aur Albert Schweitzer (2001)
- Medalia de Aur Paul Erlich (2002)
- Medalia „Robert Koch” (2004)
- Ordinul Republicii (2004)
- Medalia „Nicolai Pirogov” (2005)
- Ordinul „Bogdan Întemeietorul” (2019)